# Арцибасов, Павел Сергеевич
Арцибасов Павел Сергеевич (23 сентября 1907 года — 1988) — советский рабочий-кораблестроитель, Герой Социалистического Труда.

## Биография
Павел Сергеевич родился в крестьянской семье в деревне Яблоницы (Курское поселение). В довоенное время работал на судостроительном заводе имени А.Марти. В предвоенные годы Павел уже считался опытным мастером своего дела.
В годы войны работал в цехе № 17 завода № 194 Наркомата судостроительной промышленности СССР слесарем. Павел Сергеевич трудился над выполнением военных заказов, создал бригаду рабочих для более высокой продуктивности. В годы блокады Ленинграда завод под руководством Арцибасова раньше срока выполнил годовой военный план. Благодаря этому, Балтийский флот приобрел 102 отремонтированных корабля.
В 1944 году Павел Сергеевич вступил в ВКП(б)/КПСС

## Послевоенные годы
В послевоенное время Павел Сергеевич продолжал свою деятельность на заводе. В 1959 году принимал участие в постройке ледокола «Ленин». За трудовые заслуги, в частности за непосредственное участие в строительстве атомного ледокола, Арцибасову было присвоено звание Героя Социалистического Труда.

## Смерть
Павел Сергеевич Арцибасов умер в 1988 году. Похоронен на Ковалёвком кладбище  Санкт-Петербурга.

## Награды
- Орден Красной Звезды (09.11.1944)[3]
- Медаль «За боевые заслуги» (20.11.1944)[4]
- 2 ордена Ленина (15.08.1957; 14.05.1960)
- Орден Трудового Красного Знамени (02.10.1950)